# Црвена јабука (албум)
Црвена јабука је први албум сарајевске поп рок групе Црвена јабука. Албум је изашао 22. марта 1986. године.
На албуму су се нашле и четири песме са њихових сингл плоча:
- Бјежи кишо с прозора
- Са твојих усана / Нек' те он љуби (кад не могу ја) - двострука А страна
- Дирлија

Продуцент албума је био Жељко Бродарић – Јапа, а албум је изазвао огромно интересовање и Црвена јабука је избила нагло на врхове топ-листа у бившој Југославији. Успеху албума се може приписати и то што је њихова музика била инспирисана музиком Битлса и Индекса.

## Омот
На омоту албума се појављује црвена јабука насликана на нагом женском телу, а то је и постао својеврстан лого групе. Фото модел, чије се наго тело налази на омоту, је Слађана Деретић.

## Аутори
Све песме на албуму су компоновали и написали текстове Дражен Ричл – Зијо и Златко Арсланагић – Злаја.
- Дражен Ричл - Зијо: вокал, соло гитара
- Златко Арсланагић - Злаја: ритам гитара
- Аљоша Буха: бас-гитара
- Дарко Јелчић Цуња: бубњеви, удараљке
- Дражен Жерић Жера: клавијатуре

## Списак песама
| №   | Назив                                 | Трајање |  |
| 1.  | Бјежи Кишо С Прозора                  | 3:16    |  |
| 2.  | Мојца, Мојца                          | 4:09    |  |
| 3.  | Кад Је Ноћ Хладна И Звјездана (Емира) | 3:27    |  |
| 4.  | Он Је Попут Дјетета (100 На Једнога)  | 3:44    |  |
| 5.  | Учинићу Све Да Те Задовољим           | 4:17    |  |
| 6.  | С Твојих Усана ("Фром yоур липс")     | 3:43    |  |
| 7.  | Нек' Те Он Љуби (Кад Не Могу Ја)      | 3:13    |  |
| 8.  | Дирлија                               | 4:00    |  |
| 9.  | Бивше Дјевојчице, Бивши Дјечаци       | 3:20    |  |
| 10. | Нека Се Сања                          | 4:14    |  |